# Gomjenica (Teslić)
Pour les articles homonymes, voir Gomjenica.
Gomjenica (en serbe cyrillique : Гомјеница) est un village de Bosnie-Herzégovine. Il est situé dans la municipalité de Teslić et dans la république serbe de Bosnie. Selon les premiers résultats du recensement bosnien de 2013, il compte 742 habitants.

## Démographie

### Évolution historique de la population dans la localité
| 1948 | 1953 | 1961 | 1971 | 1981 | 1991 | 2013 |
| ---- | ---- | ---- | ---- | ---- | ---- | ---- |
| -    | -    | 437  | 603  | 817  | 970  | 742  |

|  |

### Communauté locale
En 1991, la communauté locale de Gomjenica comptait 1 186 habitants, répartis de la manière suivante.